# 東京福祉バス
東京福祉バス株式会社（とうきょうふくしバス）は、東京都荒川区に本社を置く特定バス・貸切バス・介護福祉タクシー運営事業者である。1979年に会社設立、日本初の身体障害者福祉移送専門バス事業者として、リフト付き車両による福祉施設送迎バスの運行を開始。特定バス事業者として始まった会社である。

## 沿革
- 1979年6月22日 - 会社設立、練馬営業所開設。特定バス事業を開始[1]。
- 1988年1月 - 貸切バス事業を開始、観光バス部門として足立営業所を開設[1]。
- 1995年3月 - 足立営業所から特定バス部門の足立第二営業所が独立。
- 1997年3月 - 世田谷営業所を世田谷区尾山台に開設。
- 2001年1月 - 労働者派遣業を開始[1]。
- 2002年4月 - 東京都衛生局緊急自動車（救急車）を運行受託。
- 2003年
  - 4月 - 多摩市移動図書館を運行受託。
  - 12月 - 江東営業所を開設。
- 2005年
  - 2月 - 福祉タクシー事業を開始[1]。
  - 5月 - 練馬区福祉コミュニティバス運行開始[1]、練馬区から関町福祉園線と氷川台福祉園線を運行受託。
- 2007年4月1日 - 練馬区福祉コミュニティバスの運行を西武バス、国際興業バスへ移管。
- 2009年1月 - 第2種社会福祉事業（移送支援事業）を開始。
- 2011年8月11日 - 江東営業所を江戸川区臨海町6丁目1-1へ移転。
- 2018年
  - 3月 - 世田谷営業所に喜多見車庫を新設。　
  - 6月 - 足立営業所と足立第二営業所を、足立営業所として再統合。
- 2022年7月 - 江東営業所を新砂へ移転。

## 事業内容
東京都荒川区・葛飾区・新宿区ほか、都内各地にある障害者センターや福祉施設の送迎バスをはじめ、特別支援学校のスクールバスの運行を行うほか、介護・福祉タクシーや観光貸切バスの各事業も行っている。
2005年5月から2007年までは、3月かつては練馬区福祉コミュニティバス（現：みどりバス関町ルート・氷川台ルート）の運行受託も行っていた。

## 本社・営業所
- 本社：東京都荒川区南千住5丁目21-1
- 練馬営業所：東京都練馬区南大泉5丁目18-15
- 足立営業所：東京都足立区入谷4丁目17-16（旧：足立第二営業所）
  - 旧：足立営業所（足立区入谷8丁目14-23）を統合。
- 世田谷営業所：東京都世田谷区成城3丁目18-5
- 江東営業所：東京都江東区新砂3丁目9-12

## 車両
2024年4月現在、福祉送迎車両を317台保有する。
- 大型バス - 日野・ブルーリボンII
- 中型バス - 日野・メルファ
- マイクロバス - 三菱ふそう・ローザ

1993年には「車椅子乗降用プラットホーム兼用扉」で実用新案を出願し、2000年1月に登録取得した。また、1999年5月にはCNGバスを導入し、都内では初となる福祉施設での運行を開始している。

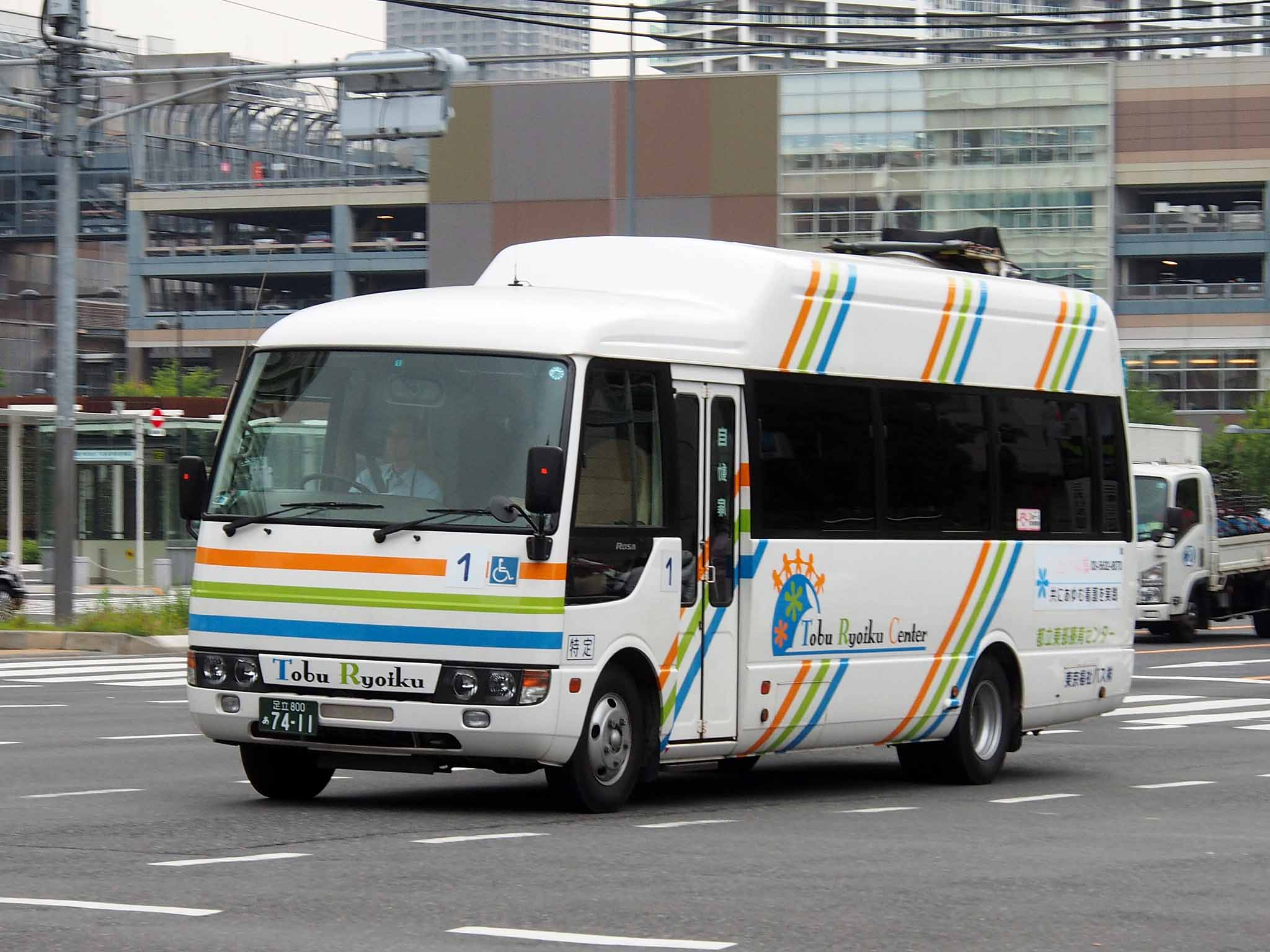
マイクロバス（三菱ふそう・ローザ） 東部療育センター送迎専用車
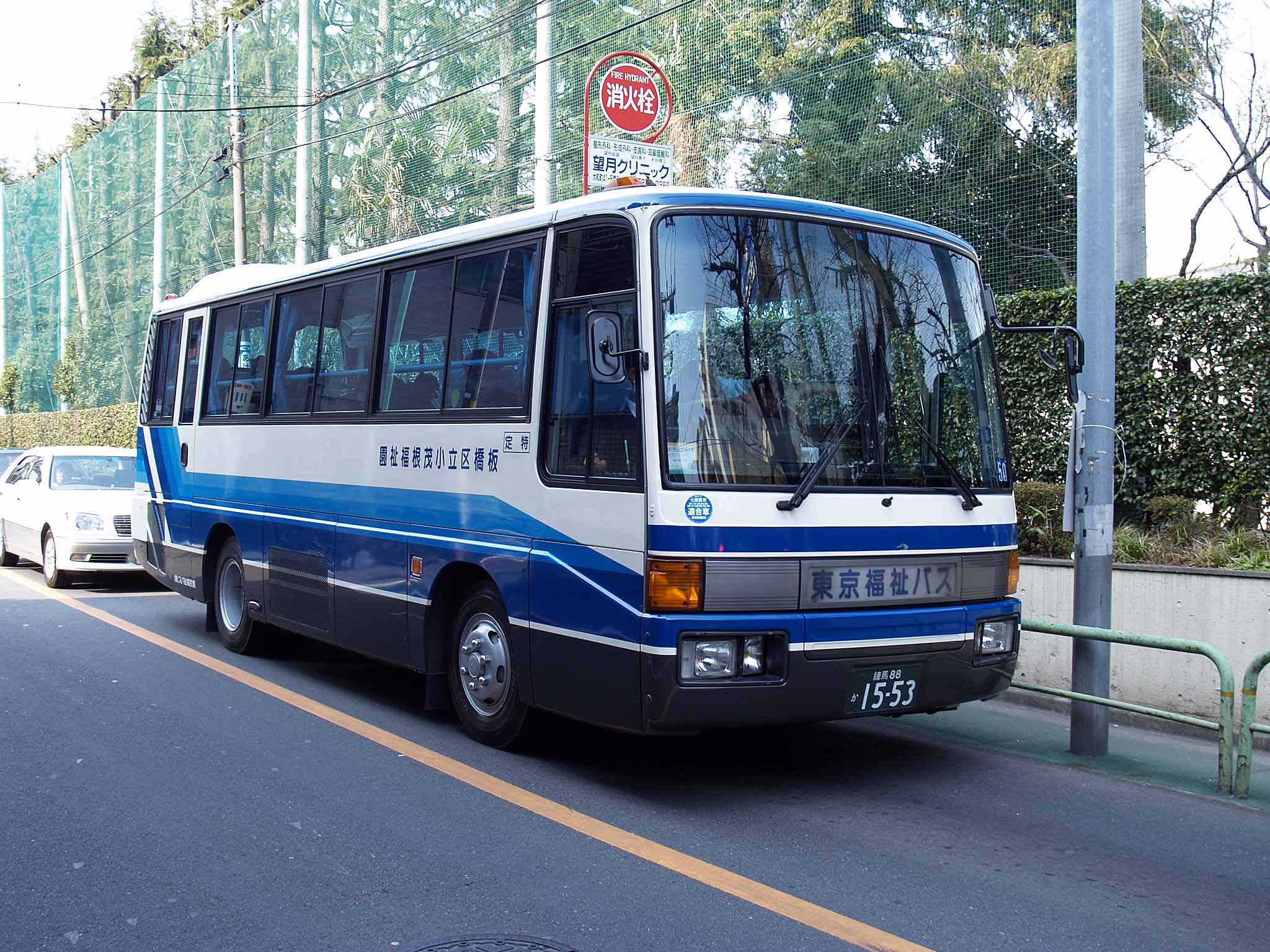
2005年当時のカラーリング（三菱ふそう・エアロミディMK）
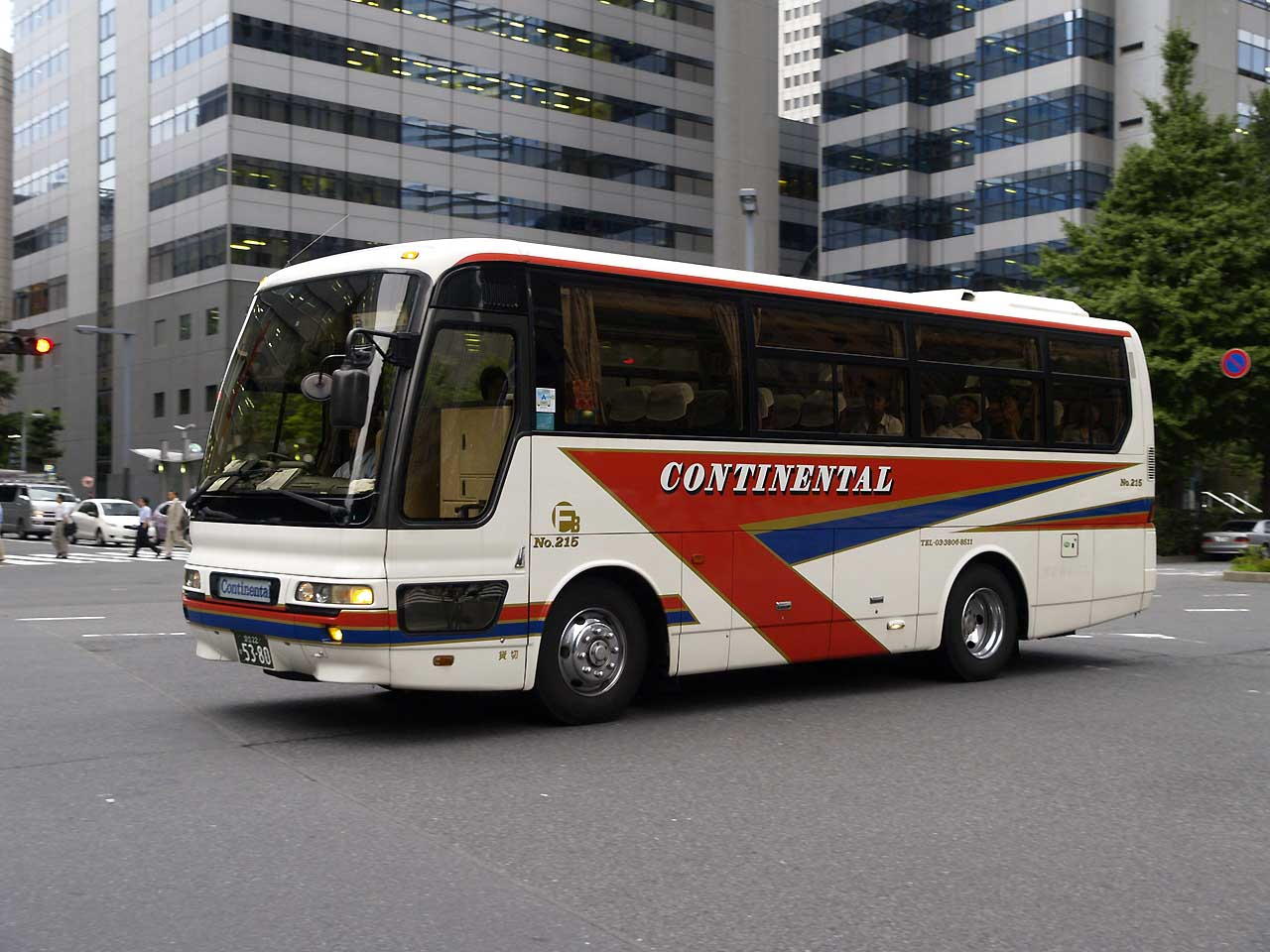
貸切車「コンチネンタル」（三菱ふそう・エアロバスMM）